# Labrisomus
Labrisomus is een geslacht van straalvinnige vissen uit de familie van slijmvissen (Labrisomidae).

## Soorten
- Labrisomus albigenys Beebe & Tee-Van, 1928
- Labrisomus bucciferus Poey, 1868
- Labrisomus conditus I. Sazima, Carvalho-Filho, Gasparini & C. Sazima, 2009
- Labrisomus cricota I. Sazima, Gasparini & R. L. Moura, 2002
- Labrisomus dendriticus (Reid, 1935)
- Labrisomus fernandezianus (Guichenot, 1848)
- Labrisomus filamentosus V. G. Springer, 1960
- Labrisomus gobio (Valenciennes, 1836)
- Labrisomus guppyi (Norman, 1922)
- Labrisomus haitiensis Beebe & Tee-Van, 1928
- Labrisomus jenkinsi (Heller & Snodgrass, 1903)
- Labrisomus kalisherae (D. S. Jordan, 1904)
- Labrisomus multiporosus C. Hubbs, 1953
- Labrisomus nigricinctus Howell-Rivero, 1936
- Labrisomus nuchipinnis (Quoy & Gaimard, 1824)
- Labrisomus philippii (Steindachner, 1866)
- Labrisomus pomaspilus V. G. Springer & Rosenblatt, 1965
- Labrisomus socorroensis C. Hubbs, 1953
- Labrisomus striatus C. Hubbs, 1953
- Labrisomus wigginsi C. Hubbs, 1953
- Labrisomus xanti T. N. Gill, 1860